# トマス・バトラー (第6代ケア男爵)
第6代ケア男爵トマス・バトラー（英語: Thomas Butler, 6th Baron Caher、1744年5月29日没）は、アイルランド貴族。

## 生涯
第5代ケア男爵セオバルド・バトラーと1人目の妻メアリー・エヴェラード（Mary Everard、第2代準男爵サー・レッドモンド・エヴェラードの娘）の息子として生まれた。
1700年9月27日に父が死去すると、未成年でケア男爵の爵位を継承した。
1709年7月24日、ダブリンでフランシス・バトラー（Frances Butler、1686年 – 1733年、セオバルド・バトラーの娘）と結婚した。
- ジェームズ（1711年8月1日 – 1786年6月6日） - 第7代ケア男爵
- ピアース（1727年以前 – 1788年6月10日） - 第8代ケア男爵

1744年5月29日にヨークで死去、ケアで埋葬された。息子ジェームズが爵位を継承した。